# United States House Committee on Homeland Security
Das United States House Committee on Homeland Security ist ein ständiger Ausschuss des Repräsentantenhauses der Vereinigten Staaten. Derzeitiger Vorsitzender ist Bennie Gordon Thompson (D-MS), Oppositionsführer (Ranking Member) ist John Michael Katko (R-NY)

## Geschichte
Der Ausschuss wurde am 19. Juni 2002 vom 107. Kongress gegründet und hatte zunächst nur die Aufgabe, vor dem Hintergrund der Terroranschläge am 11. September 2001 Vorschläge für den Aufbau eines Department of Homeland Security zu erarbeiten. In der nächsten Legislaturperiode (108. Kongress) wurde das Mandat erneuert, da nach der Gründung des Department of Homeland Security eine parlamentarische Aufsicht der Tätigkeit des Department erforderlich war. Der Ausschuss erlangte schließlich einen permanenten Status am 4. Januar 2005.

## Aufgabenbereich
Das House Committee on Homeland Security hat die Aufgabe, Gesetzentwürfe, die die Sicherheit der USA betreffen, zu bearbeiten, zu billigen oder zurückzuweisen. Darüber hinaus hat der Ausschuss das Recht, Anhörungen zum Thema Sicherheit durchzuführen und Zeugen vorzuladen.

## Mitglieder im 117. Kongress

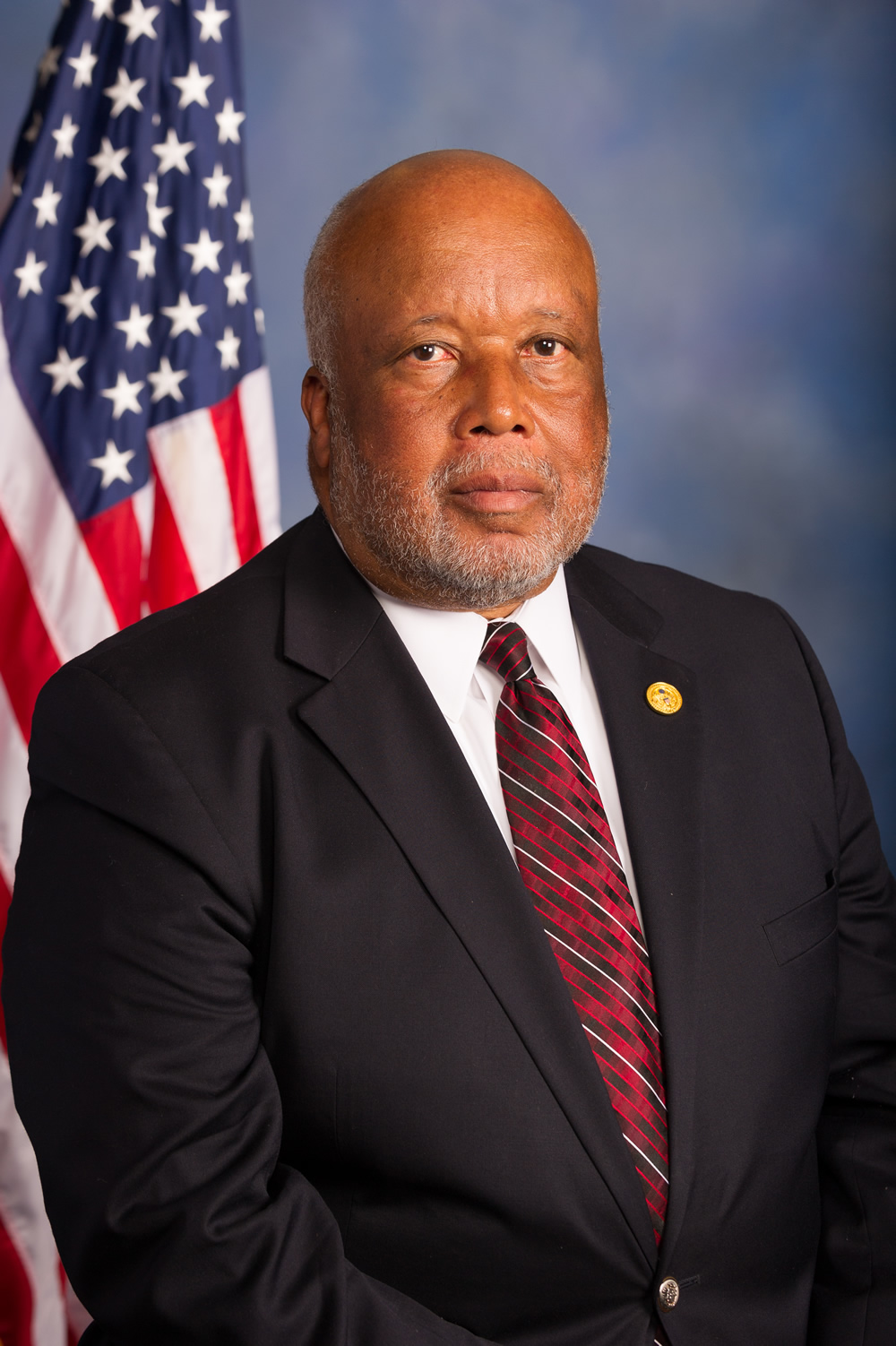
Bennie Thompson, der derzeitige Vorsitzende des Ausschusses

Der Ausschuss besteht derzeit 19 Demokraten und 16 Republikanern. Vorsitzender und ranghöchster Demokrat im Gremium ist der aus Mississippi stammende Bennie Thompson. Ranghöchster Republikaner im Gremium ist der den Bundesstaat New York vertretende John Michael Katko.
| Mehrheitspartei (Demokraten) | Minderheitspartei (Republikaner) |
| --- | --- |
| - Bennie Gordon Thompson, Chairman - Sheila Jackson Lee - James „Jim“ R. Langevin - Donald Milford Payne Jr. - Jose Luis Correa - Elissa Blair Slotkin - Emanuel Cleaver II - Alexander N. Green - Yvette Diane Clarke - Eric Michael Swalwell Jr. - Alice Constandina Titus - Bonnie Watson Coleman - Kathleen Maura Rice - Valdez Butler Demings - Nanette Diaz Barragán - Joshua S. „Josh“ Gottheimer - Elaine Goodman Luria - Tomasz P. Malinowski - Ritchie John Torres | - John Michael Katko, Ranking Member - Michael Thomas McCaul, - Glen Clay Higgins - Michael Patrick Guest - James Daniel Bishop - Jefferson H. Van Drew - Mariannette Jane Miller-Meeks - Diana Harshbarger - Andrew S. Clyde - Carlos Antonio Giménez - Jacob Andrew Joseph LaTurner - Peter James Meijer - Kathryn C. Cammack - August Lee Pfluger II - Andrew Reed Garbarino - Mayra Flores |

## Unterausschüsse
Derzeit bestehen folgende Unterausschüsse (Subcommittees):
| Subcommittee Subcommittee on –-                          | Übersetzung                                              | Chair (Vorsitz)       |
| -------------------------------------------------------- | -------------------------------------------------------- | --------------------- |
| Border Security, Facilitation, and Operations            | Grenzschutz, Unterstützung und Einsätze                  | Nanette Diaz Barragán |
| Cybersecurity, Infrastructure Protection, and Innovation | Cybersicherheit, Schutz von Infrastruktur und Neuerungen | Yvette Diane Clarke   |
| Emergency Preparedness, Response, and Recovery           | Notfall-Vorsorge, Reaktionen und Bergungen               | Valdez Butler Demings |
| Intelligence and Counterterrorism                        | Geheimdienst und Terrorabwehr                            | Elissa Blair Slotkin  |
| Oversight, Management, and Accountability                | Aufsicht, Führung und Verantwortlichkeiten               | Jose Luis Correa      |
| Transportation and Maritime Security                     | Transport- und Seefahrtssicherheit                       | Bonnie Watson Coleman |

## Ehemalige Vorsitzende
- Christopher Cox (R-CA), 2002–2005
- Peter T. King, (R-NY), 2005–2007
- Bennie Gordon Thompson, (D-MS), 2007–2011
- Peter T. King, (R-NY), 2011–2013
- Michael Thomas McCaul, (R-TX), 2013–2019